# Morris Commercial Cars

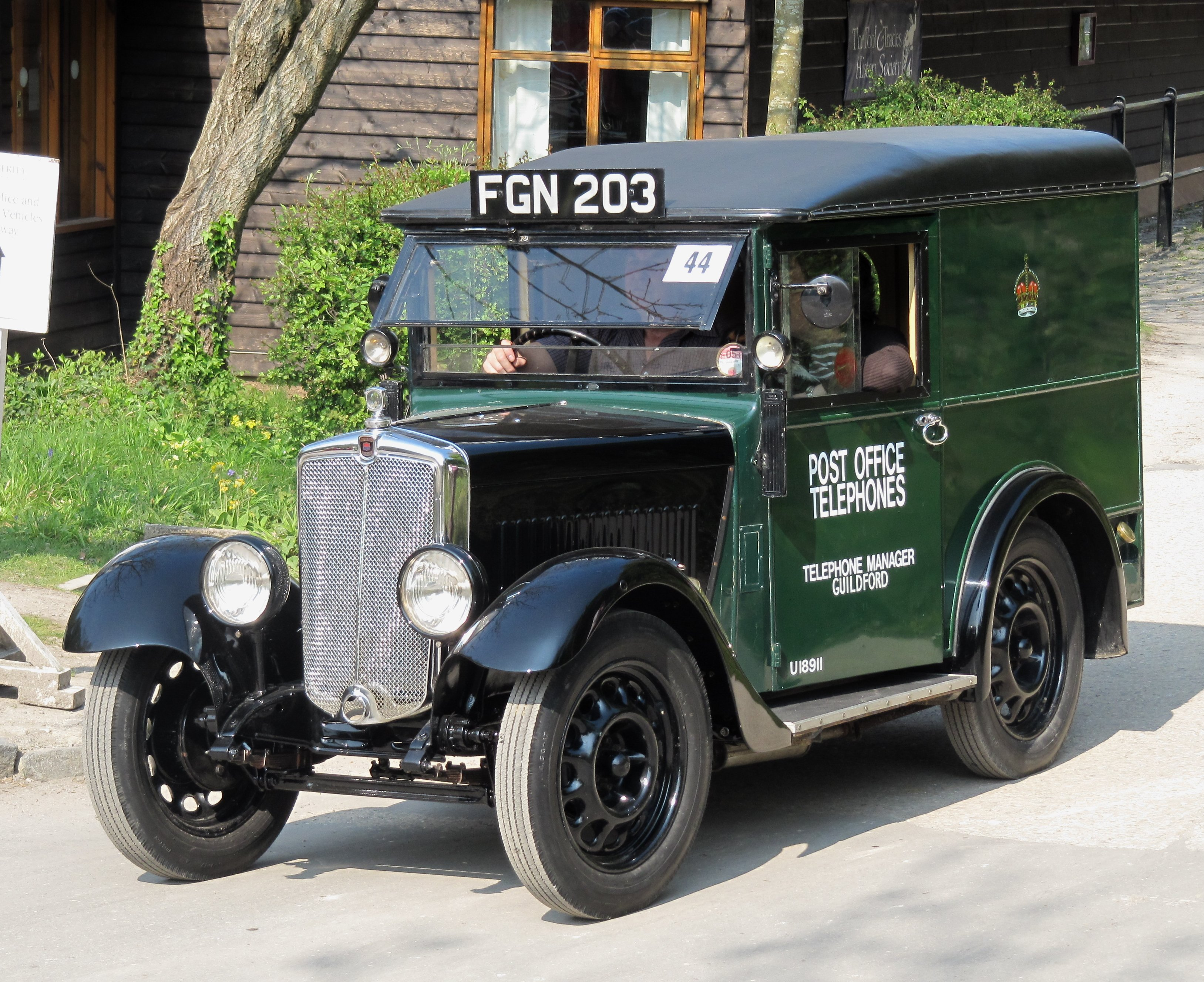
Morris Minor bestelwagen (1939)

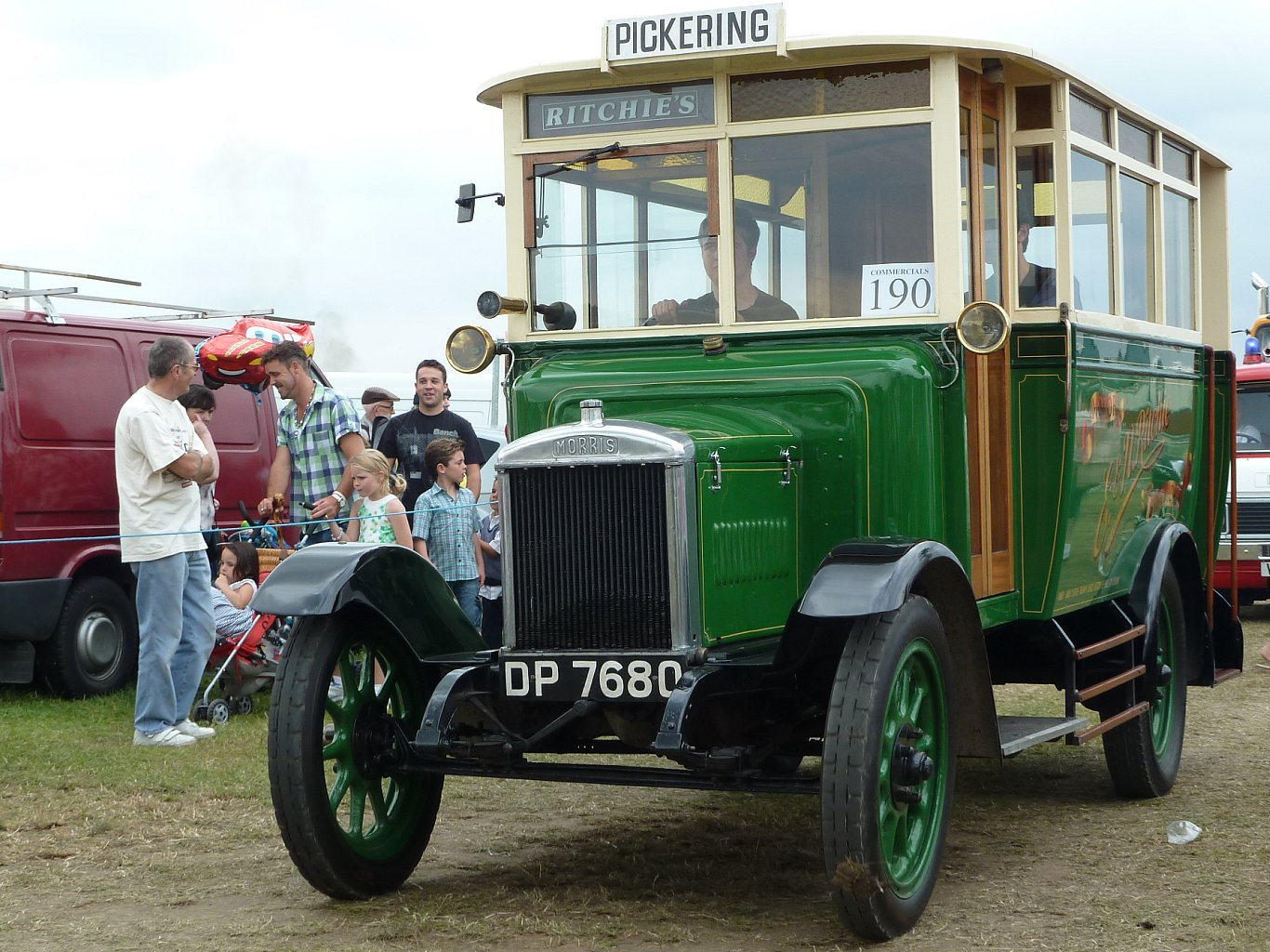
Morris autobus uit 1926

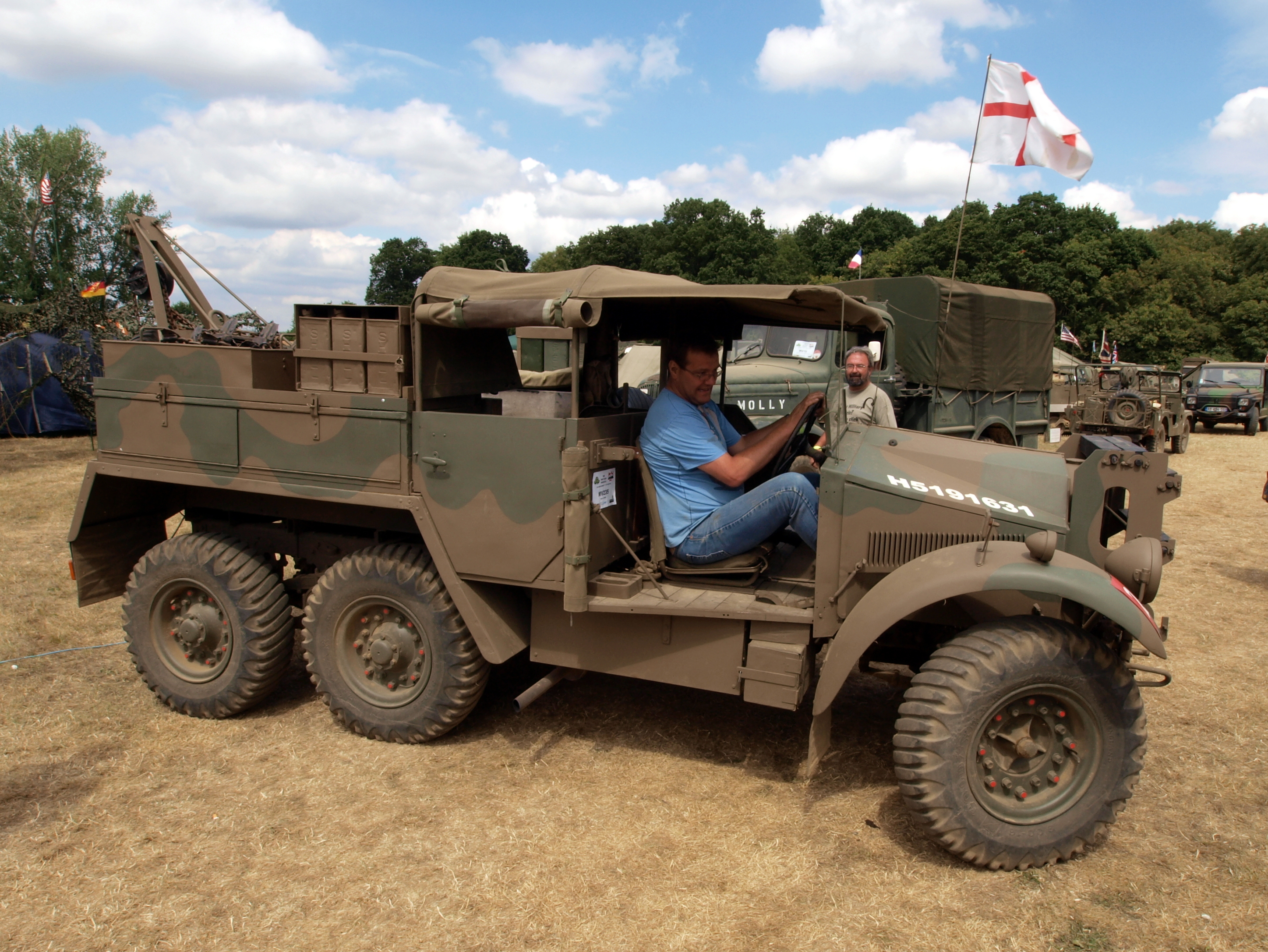
Morris legervoertuig

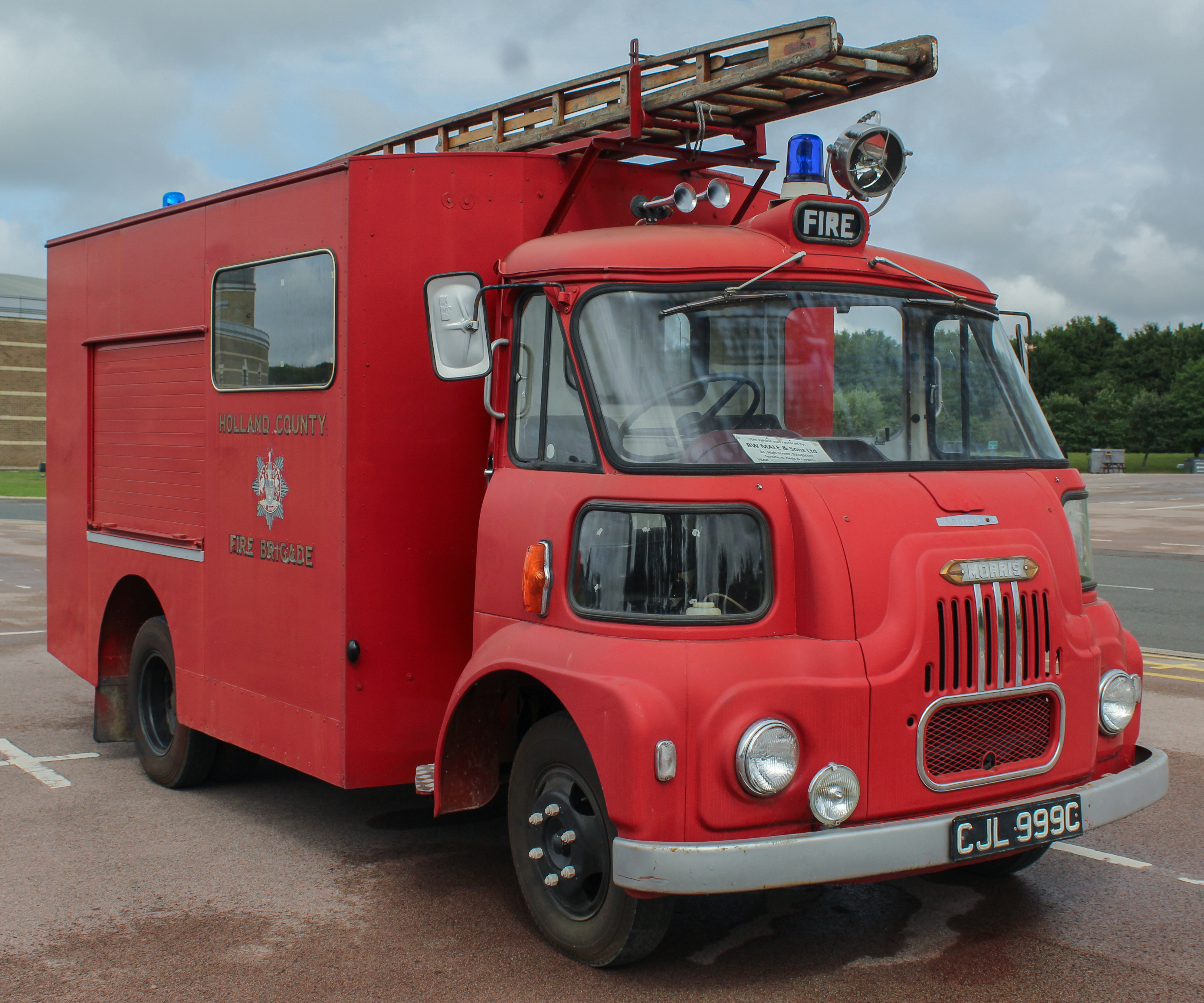
Morris GKF brandweervoertuig (1965)

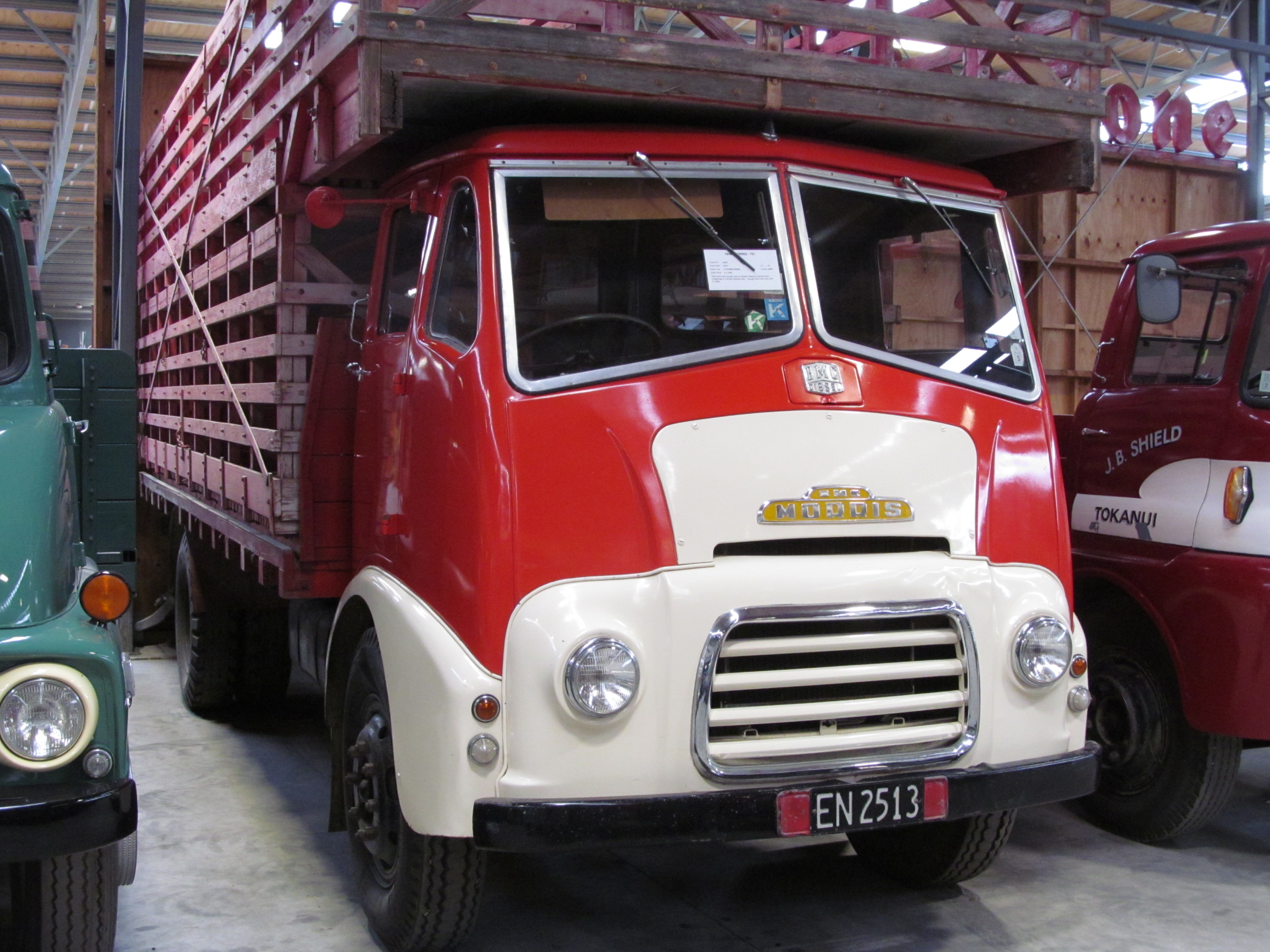
Vrachtwagen met Morris en BMC embleem (1959)

Morris Commercial Cars Limited was een Britse fabrikant van bedrijfsvoertuigen. Het werd opgericht in 1924 door William Morris, de oprichter van Morris Motors, na de overname van EG Wrigley and Company. In 1952 fuseerden Morris Motor en Austin Motor Company en ze gingen samen verder als British Motor Corporation. De verkoop van bedrijfsvoertuigen met de merknaam Morris werd in 1967 gestaakt.
In 2017 werd de merknaam opnieuw gelanceerd toen een voorstel bekend werd gemaakt voor een geheel nieuwe elektrische J-Type. In november 2019 werd het eerste voertuig getoond aan het publiek.

## Geschiedenis
William Morris nam in 1924 EG Wrigley and Company, gevestigd in Birmingham, over. Het bedrijf was het jaar ervoor in financiële problemen geraakt. Tot dat moment maakte Morris op bescheiden schaal bedrijfswagenvarianten van Morris-personenwagens in de fabriek in Cowley. Na de overname van EG Wrigley kregen de bedrijfswagenactiviteiten een belangrijke impuls.
Het eerste voertuig was de Morris Commercial T-type. Een vrachtwagen met een laadvermogen van 1000 kilogram en een benzinemotor van 14  pk. Het had alleen remmen op de achterwielen.
In 1932 werd de productie binnen Birmingham een paar kilometer verhuisd naar de voormalige fabriek van Wolseley Motors in Adderley Park. Tot 1936 was Morris Commercial Cars direct in handen van William Morris, maar in dat jaar werd het ondergebracht bij Morris Motors.
Voor en tijdens de Tweede Wereldoorlog werden Morris bedrijfsvoertuigen aangepast voor militair gebruik, zoals de Morris C8 artillerietrekker. Voor het leger werd ook de Terrapin ontwikkeld, een amfibievoertuig en de Britse tegenhanger van de Amerikaanse DUKW.
In 1948 kwam de zeer populaire Morris Commercial J-type bestelwagen op de markt. Dit voertuig was speciaal ontworpen als kleine bestelbus en was als eerste geen afgeleide versie van een personenwagen. Het kreeg een laadvermogen van iets meer dan 500 kilogram en een viercilinder benzinemotor van 36 pk. Het bleef tot 1961 in productie.
Het productassortiment van Morris Commercial bestond uit bestelwagens, vrachtwagens, kiepers, trekkers, autobussen, brandweervoertuigen, ambulances en taxi’s.
In 1952 fuseerden Morris en Austin en vormden British Motor Corporation (BMC). BMC maakte veelvuldig gebruik van badge-engineering waardoor min of meer identieke bestel- en vrachtwagens op de markt verschenen die onder het Morris of Austin embleem werden verkocht. In 1966 fuseerden BMC en Jaguar Cars om British Motor Holdings (BMH) te vormen.
Het merk Morris Commercial bleef in gebruik tot 1967. Een jaar later fuseerden BMH en Leyland Motor Corporation met British Leyland Motor Corporation als resultaat.
De productie van de lichte bestelwagens bleef bij de fabriek in Adderley Park, maar de lichte vrachtwagens uit de F- en W-serie verhuisde begin jaren zestig naar de fabriek in Bathgate in Schotland. De fabriek in Adderley Park werd in 1971 gesloten en kort daarna afgebroken.

## Trivia
In 2017 werd een nieuw bedrijf opgericht met Morris Commercial Ltd als naam. Deze onderneming wil een volledig elektrische versie van de J-type op de markt brengen.